# Верзазио (Леко)
Верзазио је насеље у Италији у округу Леко, региону Ломбардија.
Према процени из 2011. у насељу је живело 18 становника. Насеље се налази на надморској висини од 522 м.